# Vandy Kaonn
Vandy Kaonn (Phnom Penh, 1942) é um analista de história Khmer e autor de vários livros de filosofia, sociologia, política e história em Khmer e francês. Vandy Kaonn estudou sociologia na Universidade de Paris e formou-se em 1970.  Ele é muito conhecido no Camboja devido ao programa de História Khmer.